# Пјетрафита (Ђенова)
Пјетрафита је насеље у Италији у округу Ђенова, региону Лигурија.
Према процени из 2011. у насељу је живело 41 становника. Насеље се налази на надморској висини од 263 м.